# خوان كايزر
خوان كايزر (بالإسبانية: Juan Kayser)‏ هو لاعب كرة قدم مكسيكي، ولد في 22 يوليو 1996.

## وصلات خارجية
- خوان كايزر على موقع قاعدة بيانات كرة القدم.إي يو (الإنجليزية)
- خوان كايزر على موقع AS.com (الإسبانية)